# Bâtiment situé 17 rue Tome Živanovića à Paraćin
Le bâtiment situé 17 rue Tome Živanovića à Paraćin (en serbe cyrillique : Зграда у Ул. Томе Живановића 17 у Параћину ; en serbe latin : Zgrada u Ul. Tome Živanovića 17 u Paraćinu) se trouve à Paraćin, dans le district de Pomoravlje, en Serbie. Il est inscrit sur la liste des monuments culturels protégés de la république de Serbie (identifiant no SK 721).

## Présentation
Le bâtiment est situé 17 rue Tome Živanovića (autrefois : rue Maksima Gorkog). Il est surnommé le « bâtiment Ružić » (en serbe : Ružićeva zgrada). Au cours de son histoire, le bâtiment a changé plusieurs fois d'affection et il abrite aujourd'hui le musée régional de Paraćin,.
Le bâtiment a été construit entre 1870 et 1875 par le conseiller Petar Ružić, juge au tribunal de la ville ; cette personnalité était un grand défenseur de l'éducation à Paraćin et son idée de créer le premier lycée « Realčica » de la ville a été approuvée par le ministère de l'Éducation en 1878. Il constitue l'un des premiers édifices à étage de Paraćin et est caractéristique du style néo-Renaissance.
Constitué d'un haut rez-de-chaussée et d'un étage, il est doté d'un sous-sol qui s'étend sous la cour. Le toit à deux pans est recouvert de tuiles. La façade sur rue est décorée de motifs façonnés dans le plâtre et renforcés par leur bichromie. Les fenêtres cintrées sont entourées de demi-pilastres qui accentuent la verticalité, encore renforcée par une avancée centrale qui crée un effet de symétrie. Horizontalement, des cordons et la corniche du toit rythment la façade.
L'intérieur du bâtiment conserve deux plafonds peints et un médaillon représentant un guerrier médiéval. Ces plafonds sont peints de motifs floraux et géométriques.